# Capella de l'Artiga de Lin
La Capella de l'Artiga de Lin és una obra de Vielha e Mijaran (Vall d'Aran) inclosa a l'Inventari del Patrimoni Arquitectònic de Catalunya.

## Descripció
Conjunt arquitectònic compost per una paret vertical de 50 cm de gruix que sosté una espadanya al capdamunt, i per una mena de mur en talús perpendicular a la paret i orientat a Sud. El lloc de culte és soterrat tot aprofitant un desnivell i és fet amb estructura de formigó.
Sobre aquest espai de culte s'ha construït posteriorment un segon pis que actualment ocupa l'espai d'interpretació de l'Artiga de Lin.

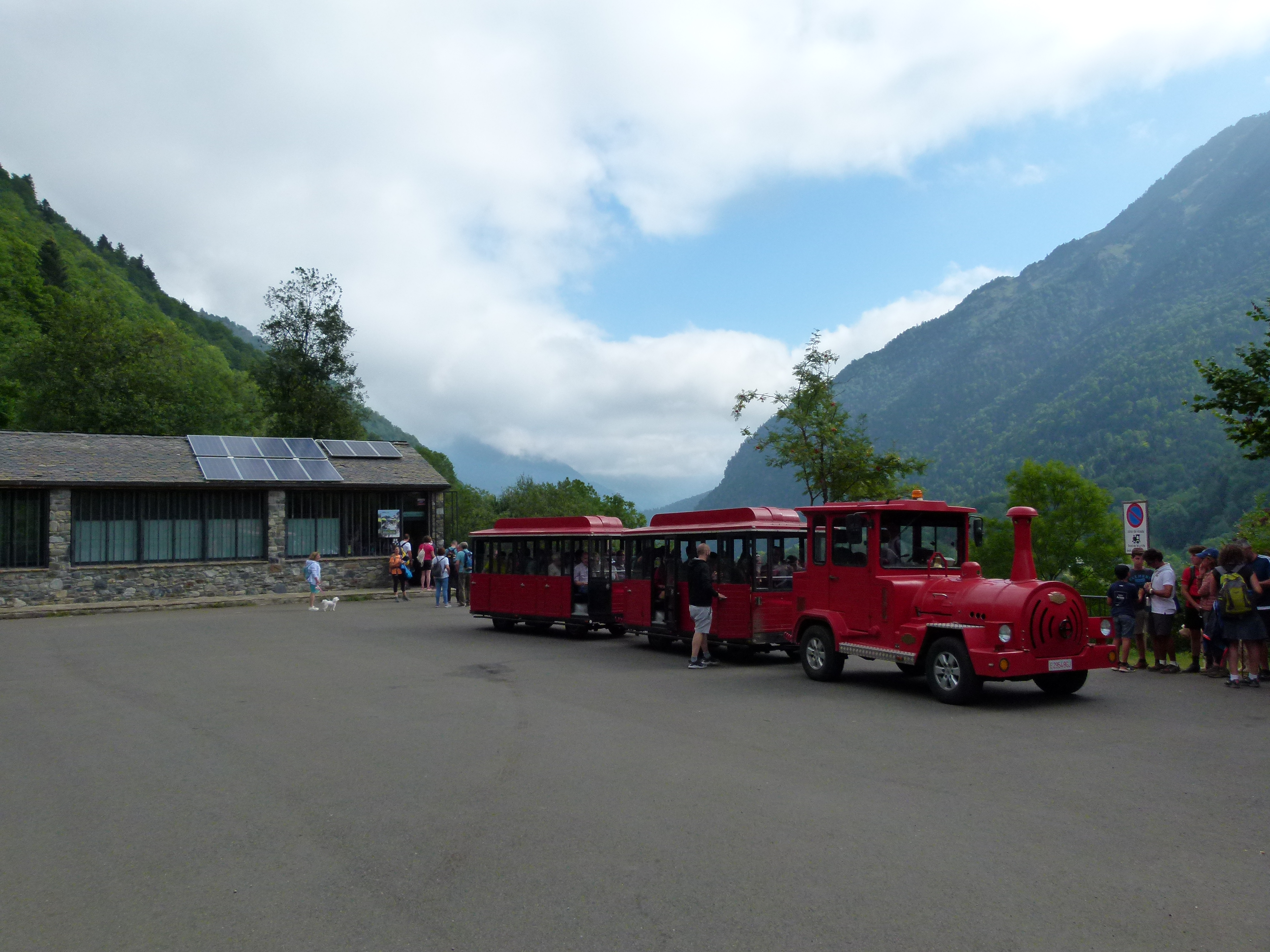
A l'estiu la capella és el punt de partida dels trenets turístics que porten als Uelhs deth Joeu

## Història
L'ermita original fou derruïda als anys 60; era una capella d'una sola nau rectangular amb absis quadrat. Tenia contraforts a banda i banda, i tenia una sagristia adossada. La porta d'entrada semblava d'estil barroc o neoclàssic;hi tenia afegida una construcció que feia funcions de posada.Es poden veure imatges antigues d'aquesta església al restaurant que hi ha allà a la vora (Restaurant Artiga de Lin)